# Rachid Guerraoui
Pour les articles homonymes, voir Guerraoui.
Rachid Guerraoui, né le 5 janvier 1967 à Rabat, est un informaticien suisso-marocain, professeur à la Faculté informatique et communications de l'École polytechnique fédérale de Lausanne (EPFL) et professeur affilié à l'Université Mohammed VI Polytechnique au Maroc.
Connu pour ses contributions aux domaines de la programmation concurrente et du calcul distribué,, il est Fellow (en) de l'Association for Computing Machinery et titulaire de la chaire annuelle d'informatique et sciences numériques au Collège de France en 2018-2019 pour l'algorithmique répartie.

## Biographie

### Origines et famille
Rachid Guerraoui naît le 5 janvier 1967 à Rabat, au Maroc. Il a trois sœurs. 
Son père, Mohammed Guerraoui, professeur de mathématiques, est ancien wali (gouverneur) de Marrakech. Sa mère, Fatima Rahmoun-Guerraoui, est professeur de français,. 
Il est marié à la sœur de Sami Kanaan, membre socialiste du Conseil administratif de Genève, et père de deux enfants. 

### Études et parcours professionnel
Après avoir obtenu son bac en 1984, il quitte le Maroc pour la France,.
Rachid Guerraoui soutient sa thèse de doctorat en 1992 à l'université d'Orsay. Il a été affilié à l'École des Mines de Paris, au Commissariat à l'énergie atomique de Saclay, aux laboratoires Hewlett Packard (en) et au Massachusetts Institute of Technology. Il est rédacteur au Journal of the ACM et est le coauteur de plusieurs livres, dont Algorithms of Concurrent Systems, Introduction to Reliable and Secure Distributed Programming et Principles of Transactional Memory. Il a été lauréat d'une bourse ERC Advanced en 2013 et Focused Research Award de Google en 2014.
Avec ses collaborateurs, Rachid Guerraoui a reçu le prix du meilleur article aux conférences suivantes : ACM Middleware (2016, 2014, 2012), ICDCN (2011), Eurosys (2010), DISC (2010) et OPODIS (2006). Il a également reçu le prix décennal du meilleur article à la conférence Middleware 2014.
Au-delà de son travail scientifique et académique, Rachid Guerraoui œuvre à la popularisation de l'informatique. Il est un des initiateurs du projet d'enseignement Wandida sur YouTube, une collection de plus de 300 vidéos sur l'informatique et les mathématiques qui accumule 2,5 millions de vues et 25000 abonnés, ainsi que le projet éducatif Zettabytes, une collection de vidéos destinées à présenter les découvertes et problèmes ouverts majeurs en informatique à un grand public.
Rachid Guerraoui maintient des liens avec le Maroc sous la forme de participations au débat public et à la vie politique marocaine.
Le roi du Maroc le nomme en décembre 2019 membre de la Commission spéciale sur le modèle de développement.

### Domaines de recherche centraux et principales publications
Rachid Guerraoui a travaillé pour établir les fondements théoriques de la mémoire transactionnelle (en) (TM). Il a défini, en collaboration, un concept appelé opacité, qui est utilisé pour établir la correction des mémoires transactionnelles. Côté pratique, il a développé, en collaboration, les transactions élastiques, ainsi que SwissTM, une mémoire transactionnelle logicielle (STM) à fort taux de production, ainsi qu'un banc d'essai pour les systèmes de mémoire transactionnelle, STMBench7.
Auparavant, Rachid Guerraoui avait étudié les méthodes de dissémination d'information susceptible de monter en charge. Son article sur la diffusion épidémique légère d'information était le premier qui prenait en compte les vues partielles et/ou asynchrones des différents processus dans un système distribué fondé sur le bavardage. Cet article, avec celui qu'il a écrit sur le service d'adhésion sous-jacent, ont obtenu plus de 1250 citations combinées jusqu'en 2018, parmi lesquelles figurent un certain nombre d'articles théoriques sur l'analyse des protocoles de bavardage dans des contextes réalistes.
Rachid Guerraoui a fait ses preuves dans l'étude des fondements de la programmation distribuée asynchrone. Par exemple, il a établi, en collaboration, des bornes inférieures pour le bavardage et le renommage asynchrones,. Il a de plus établi des résultats fondamentaux sur les relations entre problèmes classiques de programmation distribuée, tels que l'engagement atomique et le problème du consensus, pour lequel il a contribué à résoudre la question ouverte du détecteur de la plus faible erreur avec un nombre quelconque de fautes et il a établi, en collaboration, une nouvelle classification des problèmes de programmation distribuée. Rachid Guerraoui ainsi que ses collaborateurs ont de plus défini une méthodologie générale pour construire des structures de données asynchrones hautement concurrentes, et ils ont montré comment l'asynchronie permet de produire des nombres pseudo-aléatoires.
Rachid Guerraoui a inventé la notion mathématique abstraite d'indulgence pour capturer précisément l'essence des algorithmes asynchrones dont la sécurité ne dépend pas d'hypothèses sur le temps, tels que Paxos de Lamport ou PBFT de Castro-Liskov. Guerraoui a, en collaboration, utilisé ce concept pour définir un cadre général pour les protocoles sûrs et fiables.